# Teemu Hartikainen
Teemu Hartikainen, född 3 maj 1990, är en finländsk professionell ishockeyspelare som spelar för schweiziska Genève-Servette HC i NL. Han har tidigare spelat för hans moderklubb KalPa, Edmonton Oilers i NHL och dess farmalag Oklahoma City Barons.
Han draftades i sjätte rundan i 2008 års draft av Edmonton Oilers som 163:e spelare totalt.
Hartikainen ingick i det finländska landslag som vann OS 2022 i Peking. I oktober 2024 berättade Savon Sanomat att Hartikainen spelar i KalPa säsongen 2025-2026.